# Єсувка
Єсувка (пол. Jesówka) — село в Польщі, у гміні Пясечно Пясечинського повіту Мазовецького воєводства.
Населення — 697 осіб (2011).
У 1975-1998 роках село належало до Варшавського воєводства.

## Демографія
Демографічна структура станом на 31 березня 2011 року:
|          | Загалом | Допрацездатний вік | Працездатний вік | Постпрацездатний вік |
| -------- | ------- | ------------------ | ---------------- | -------------------- |
| Чоловіки | 327     | 55                 | 236              | 36                   |
| Жінки    | 370     | 65                 | 229              | 76                   |
| Разом    | 697     | 120                | 465              | 112                  |